# Fergus Aherne
Leslie Fergus Patrick Aherne (Cork, 16 marzo 1963) è un ex rugbista a 15 e allenatore di rugby a 15 irlandese.

## Biografia
Dopo aver rappresentato a vari livelli le selezioni scolastiche e universitarie durante il suo periodo di istruzione, Aherne fu ingaggiato dal Dolphin, squadra di Cork, sua città natale.
Nel periodo al Dolphin fu chiamato in Nazionale irlandese, in cui esordì nel 1988; furono 12 gli incontri internazionali durante la permanenza nel club.
L'esordio avvenne contro l'Inghilterra, e l'anno successivo prese parte al Cinque Nazioni 1989; partecipò anche alle edizioni 1990 e 1992, quest'ultima quando già militava nel Lansdowne, club di Dublino.
Aherne vanta un totale di 16 incontri internazionali (4 vittorie e 12 sconfitte); vanta inoltre due convocazioni nei Barbarians (nel 1989).
Nel Lansdowne Aherne fu capitano in due stagioni (1992-93 e 1994-95).
Si ritirò dal rugby giocato nel 1996; attualmente, parallelamente alla sua attività professionale di economista, è allenatore delle squadre Under-13 del Lansdowne.